# Simonshaus
Die Ortslage Simonshaus im Wohnquartier Osterholz im Wuppertaler Stadtbezirk Vohwinkel geht auf eine alte Hofschaft zurück.

## Lage
Die Hofschaft befand sich im Westen des Stadtteils in der Sohle der Vohwinkeler Senke.
Benachbarte Ortslagen sind Osterholz, Simonshöfchen, Krutscheid, Ölbers, Zur Linden, Schrotzberg, Porten und Görtscheid.

## Geschichte
Das Gut Simonshaus wurde 1505 erstmals urkundlich bei einem Schenkungsakt erwähnt und gehörte bis zu Beginn des 19. Jahrhunderts zur Oberste Honschaft Haan im bergischen Amt Solingen. Die Hofanlage gehörte zum Kirchspiel Haan und kam 1894 nach Vohwinkel, das 1929 mit Elberfeld und Barmen zu Wuppertal vereinigt wurde.
Angeblich war es mit dem 400 Meter entfernt liegenden Spliss Simonshöfchen durch einen unterirdischen Gang verbunden.
In dem Kartenwerk Topographia Ducatus Montani des Erich Philipp Ploennies aus dem Jahre 1715 ist der Ort mit dem Namen ‚Ziemeshus‘ eingezeichnet. Auf den Karte ab 1824 ist die Ortslage als ‚Simonshaus‘ beschriftet. Frühere Namensnennung werden auch als ‚Simonßhauß‘, ‚Simes‘, ‚Ziemes‘ und ‚Ziemeshauß‘ erwähnt. 
Die Trasse der Bahnstrecke Düsseldorf–Elberfeld wurde in den Jahren 1838 bis 1841 von der Düsseldorf-Elberfelder Eisenbahn-Gesellschaft unmittelbar am nördlichen Rand der Ortslage gebaut. Ab 1907 wurde das Gelände nach Süden erweitert und der nun ehemalige Rangierbahnhof Vohwinkel angelegt. Auch weiter südlich entwickelte sich ein Gewerbegebiet.
Historische Bausubstanz ist hier nicht erhalten.
In den 1930er Jahren verlagerte sich die Namensnennung auf den topographischen Karten (TK25) der Ortslage nach Süden hin zu der zu dieser Zeit gebauten Straße Westring hin. Die Nennung Simonshaus ist dann auf den Karten ab 1983 weggefallen.